# Motor de pistó doble

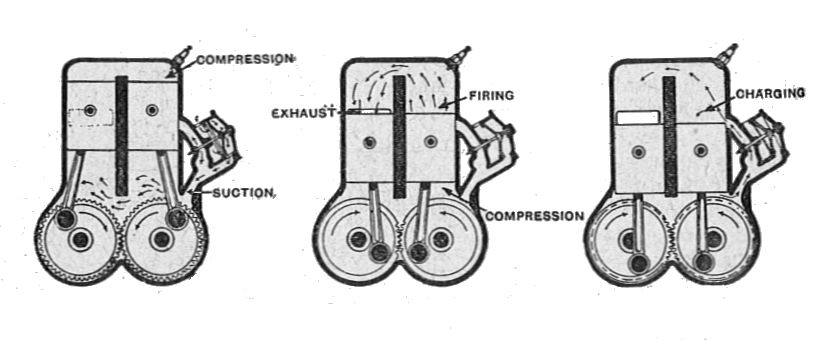
Motor de pistó doble emprat a l'automòbil DBS Valveless (1908-1915)

Un motor de pistó doble, conegut també com a monocilíndric dividit o pel seu nom anglès, split-single (literalment, "únic dividit"), és un motor de dos temps amb dos cilindres que comparteixen una única cambra de combustió. A la pràctica, doncs, es tracta d'un híbrid entre un motor monocilíndric i un de bicilíndric, amb dos pistons dins d'un sol cilindre compartimentat en dues meitats.
El primer motor monocilíndric dividit de producció es va construir el 1918 i el disseny es va fer servir en diverses motocicletes i automòbils fins a mitjan dècada del 1950, tot i que una empresa va continuar produint-ne per a motocicletes fins a la dècada del 1970. Durant aquesta època, el disseny es va fer servir ocasionalment per a motors de quatre o més cilindres.

## Principi de funcionament

Principi operatiu

El monocilíndric dividit utilitza el cicle de dos temps (per tant, cada curs descendent produeix energia) amb les fases següents:
1. Els pistons es mouen cap amunt, comprimint la mescla d'aire i combustible als dos cilindres. Una bugia encén la mescla (al cilindre del costat dret a l'animació adjunta) quan els pistons són a prop de la part superior dels cilindres.
2. La pressió de la mescla d'aire i combustible encesa empeny els dos pistons cap avall. Prop del fons de la cursa, s'exposa un port d'escapament (al cilindre esquerre a l'animació), provocant la sortida dels gasos d'escapament d'ambdós cilindres.[1] Al mateix temps, el port d'admissió queda exposat a l'altre cilindre, provocant l'admissió d'una mescla d'aire fresc i combustible (que ha estat pressuritzada al càrter pel moviment descendent dels pistons) per al següent cicle.

## Característiques
L'avantatge del motor monocilíndric dividit respecte d'un de dos temps convencional és que el dividit pot proporcionar una millor evacuació dels gasos d'escapament minimitzant la pèrdua de càrrega de combustible no cremat i aire fresc pel port d'escapament. Com a resultat, un motor monocilíndric dividit pot oferir una millor economia i pot funcionar millor amb petites obertures de l'accelerador. Un desavantatge del monocilíndric dividit és que, només per a una millora marginal respecte a un motor monocilíndric, el dividit és més gran, més pesat i més car. Atès que un fabricant podia produir un motor bicilíndric convencional a un cost similar al d'un monocilíndric dividit, la decisió se solia decantar per al primer, ja que un motor bicilíndric sol ser un disseny més econòmic i estalvia espai. La majoria dels motors dividits utilitzaven només una cambra de combustió (és a dir, dos cilindres), però alguns n'utilitzaven dues (és a dir, quatre cilindres) o més.
Els dissenys inicials de motors monocilíndrics dividits entre el 1905 i el 1939 utilitzaven una biela única en forma de Y o de V. Aquests motors tenien un aspecte molt similar al d'un de dos temps monocilíndric convencional; tenien un escapament, un carburador al lloc habitual darrere dels cilindres i una bugia. Després de la Segona Guerra Mundial, mecanismes interns més sofisticats en van millorar la fiabilitat mecànica i van provocar que el carburador es col·loqués davant del cilindre, amagat a sota, i al costat de l'escapament. Un exemple d'aquest arranjament es va emprar a la Puch 250 SGS, produïda entre el 1953 i el 1969.
Els primers motors que utilitzaven un disseny "side-by-side" (amb el carburador en la posició "normal", darrere del cilindre) tenien problemes de lubrificació i contaminació similars als motors convencionals de dos temps de l'època, tot i que els dissenys revisats després de la Segona Guerra Mundial van mirar de solucionar aquests problemes.
A banda de Puch, altres fabricants que van fer servir motors de pistó doble als seus productes en algun moment de la seva història van ser Garelli, Lucas, DKW, EMC, Iso i TWN.